# كتيبة بانزر الثقيلة 510

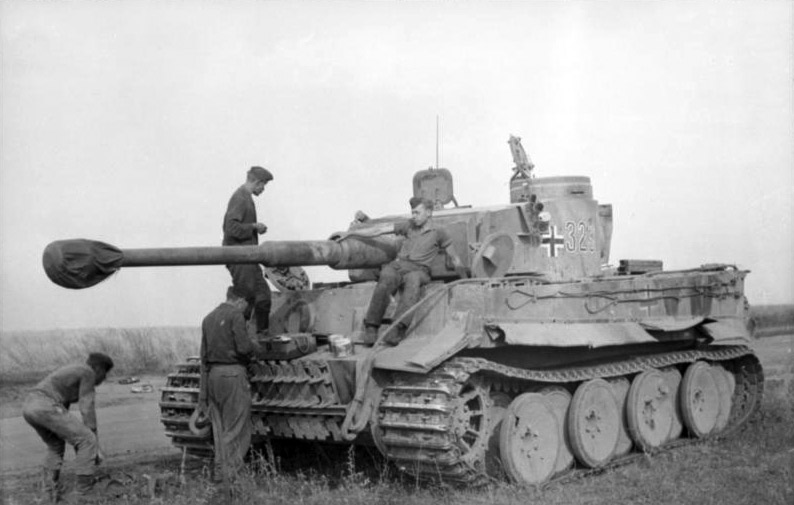

كتيبة بانزر الثقيلة 510 (بالألمانية: "schwere Panzerabteilung 510")؛ اختصار: "s PzAbt 510") أبتيلونغ بانزر ألمانية ثقيلة مجهزة بدبابات ثقيلة. شهدت الكتيبة 510 العمل على الجبهة الشرقية خلال الحرب العالمية الثانية. 

## التاريخ
تشكلت الكتيبة في يونيو 1944. في يوليو تم إرسالها إلى ليتوانيا، حيث قاتلت في جيب كورلاند حتى نهاية الحرب تم غلحاقها بالفرقة بانزر. تم إجلاء عناصر من الكتيبة من كورلاند ونقلها إلى الجبهة الغربية، حيث ثم سلموا إلى الحلفاء الغربيين. مجموعة قتالية مع آخر 15 دبابة تايجر تركت في كورلاند، حيث استسلمت إلى الجيش الأحمر.